# 後楽橋
後楽橋（こうらくばし）は、東京都千代田区と文京区の間を流れる神田川に架かる橋である。右岸（南側）が千代田区神田三崎町二・三丁目、左岸は文京区後楽一丁目となる。

## 歴史
関東大震災の復興橋の一つとして、1927年（昭和2年）11月2日に架設された。緑色に塗装された鋼製のアーチ橋で、石造りの親柱を持つ。橋の名称は、北側にある小石川後楽園から採られている。1964年には、東隣に歩行者専用の後楽園ブリッジが架けられた。

## 周辺
橋の左岸（北側）は、東西に走る外堀通りと、南に延びる水道橋西通りとのT字路の後楽橋交差点であり、本橋は水道橋西通りを通す。南側にはJR中央・総武緩行線水道橋駅西口があり、北側は東京ドームや後楽園ホール、ウインズ後楽園などがある東京ドームシティが広がる。催事開催日を中心に人通りは多い。後楽橋を渡った先は外堀通りと平面交差しているのに対し、後楽園ブリッジは水道橋駅前から外堀通りの上を越え、東京ドームシティの「黄色いビル」に直結する。上流側の小石川橋との間で日本橋川が分岐する。この分流点と後楽橋の間には千代田清掃事務所三崎町中継所があり、千代田区と文京区で出される不燃ごみが艀に積み込まれて、神田川を通って臨海部の処理センターまで水上輸送される。左岸上流側には、芳文社の本社ビルが隣接する。

## 隣接する橋
- 神田川

（上流側） - 小石川橋 - （日本橋川分流点） - 後楽橋・後楽園ブリッジ - 水道橋 - （下流側）